# Гарем (фильм, 1986)
«Гарем» (англ. Harem) — американский художественный телефильм 1986 года, мелодрама, снятая режиссёром Уильямом Хэйлом. Фильм имеет и другое название — «Гарем. Утрата невинности». Премьера фильма состоялась 9 февраля 1986 года в США.
Главные роли в этом фильме исполнили Нэнси Трэвис, Арт Малик, Сара Майлз, Яфет Котто, Джулиан Сэндс, Ава Гарднер и Омар Шариф.

## Сюжет
Действие фильма происходит в последние годы существования абсолютистской Османской империи. Джессика Грэй — молодая американка. Её жених Форест отправляется на дипломатическую службу в Турцию. Вместе с отцом Джессика едет за ним.
Джессику похищает революционер Тарик Паша, турок, получивший образование в Оксфорде, но вернувшийся на родину, чтобы бороться против абсолютной власти султана. Молодая девушка нужна ему, чтобы заключить сделку с советником султана кизляр-агой (главным евнухом гарема). Кизляр-ага ищет новую красавицу для гарема своего господина, а Тарик Паша хочет освободить своих соратников.
Так Джессика оказывается в гареме султана Хассана.
Воспитанная в традициях Запада, юная девушка не хочет стать одной из многочисленных наложниц султана и решает бежать. Однако попытки к бегству безрезультатны, а жизнь султанского сераля, на первый взгляд представляющая собой лишь праздное безделье, уже показала девушке свою обратную сторону. Самым опасным человеком в гареме является вовсе не султан Хассан, не кизляр-ага, а первая жена султана — Кадин. Стареющая Кадин ревнива и властолюбива, она зорким оком следит за тем, чтобы из толпы наложниц не выдвинулась новая фаворитка, которая могла бы посягнуть на её место подле султана. Султанша умело пользуется своей властью и безжалостно расправляется со смелыми, но одинокими и беззащитными среди завистниц, красавицами. Джессика начинает осознавать, что ей для начала нужно просто уцелеть.
Кизляр-ага, опасающийся все возрастающих амбиций Кадин, собирается сделать из своего нового непокорного «приобретения», Джессики, новую возлюбленную султана и тем самым ограничить вмешательство Кадин в дела. В Джессике, выросшей в другой культуре, есть та самая «изюминка», которая отличает её от девушек Востока — она умна, имеет своё мнение и обладает волей. Но при этом она пока проигрывает многочисленным претенденткам на султанское ложе в умении обольщать.
И вот по поручению кизляр-аги бывшая фаворитка султана Уста начинает обучать Джессику искусству покорять мужчину и выделяться среди десятков красавиц. Сначала от безнадежности, а затем уже с интересом Джессика постигает науку заботы о своем теле, принятии его, перестает стесняться плоти и обретает внутреннее сияние.
Тем временем жених и отец Джессики ведут активные поиски. Они получают подтверждение своей догадке — девушка, действительно, находится в гареме султана. За большое вознаграждение они находят человека, который обещает проникнуть в гарем под видом евнуха и похитить Джессику. Этим человеком оказывается Тарик Паша — тот самый революционер, который похитил мисс Грей для обмена на своих соратников.
Райя завершает своё обучение и представляет Джессику Хассану. К ярости Кадин видавший многое на своем веку сластолюбец оказывается покорен томной грацией, невинностью и независимым умом юной американки. К тому моменту, когда Тарик Паша осуществляет первую половину своего плана и получает должность телохранителя в гареме (для этого он подкупил врача, который дал свидетельство, что молодой человек — евнух), сам гарем охвачен сенсацией: султан не собирается делать новую возлюбленную своей наложницей, он собирается жениться на ней, как того требует Коран, и сделать второй женой! Да и сама Джессика уже не уверена в том, хочет ли она бежать… Султан не применяет к ней насилие, её очаровывает ум и власть этого мужчины. Восток, казавшийся таким чужим, приоткрывает ей свои тайны…
Но появление Тарик Паши вновь перевернет мир девушки. Узнавшая любовь молодого английского дипломата и страсть всемогущего султана, она выберет объятья революционера и разделит и его борьбу, и его судьбу…

## В ролях
- Нэнси Трэвис — Джессика Грэй
- Арт Малик — Тарик Паша
- Сара Майлз — леди Эшли
- Яфет Котто — Кисляр
- Джулиан Сэндс — Форест
- Ава Гарднер — Кадин
- Омар Шариф — султан Хассан
- Шери Лунги — Уста
- Джорджина Андерсон — Аунт Лили
- Джордж Кэмиллер — Визлер Бей
- Жожо Коль — Эмили
- Каролин Дориан — Виктория
- Сара Кроуден — Шарлотта
- Джеймс Койль — шпион султана
- Майкл Гуилим
- Джеймс Тэйлор
- Тони Спиридакис — Мурат
- Шерли Кэйн

## Съёмочная группа
- Автор сценария: Кэрол Энн Хоффнер
- Режиссёр: Уильям Хэйл
- Продюсер: Майкл Драйхерст
- Оператор: Доналд Морган
- Композитор: Джон Скотт
- Художник: Саймон Холлэнд
- Костюмы: Ивонн Блэйк
- Монтаж: Джейсон Красуки, Питер Бойта и Джон Линк